# Echoes of Paradise
Echoes of Paradise är en australisk film från 1989 i regi av Phillip Noyce.

## Rollista
- Wendy Hughes - Maria
- John Lone - Raka